# 若宮町 (瀬戸市)
若宮町（わかみやちょう）は、愛知県瀬戸市山口連区の町名。現行行政地名は若宮町1丁目から3丁目。

## 地理
- 瀬戸市の南部に位置する[8]。西を山口町・八幡町・せいれい町・宝ケ丘町、北を川合町、東を塩草町・西山路町・海上町、南を屋戸町と隣接している[8]。
- 北部は丘陵山林地帯で、標高を減じて南の水田地帯に漸移する[8]。
- 2・3丁目境の旧赤津道沿いに弘法堂があり、境内に1835年（天保6年）銘の庚申塚がある[8]。
- 1933年（昭和8年）から1935年（昭和10年）にかけて建設された山口堰堤がある[9]。

### 河川
- 矢田川（山口川） ： 町の東端の町境付近を南流している。
- 若宮川（矢田川支流） ： 町の西部、2丁目から3丁目にかけてを南流したのち、田中町との町境を南流し、3丁目の南端で矢田川に注ぎ込んでいる。

- 矢田川（若宮町・屋戸町境）
- 若宮川（若宮町内）
- 矢田川と若宮川の合流点[注釈 2]

### 学区
市立小・中学校に通う場合、学区は以下の通りとなる。また、公立高等学校普通科に通う場合の学区は以下の通りとなる。
| 町丁・丁目  | 番・番地等 | 小学校               | 中学校             | 高等学校 |
| ----------- | ---------- | -------------------- | ------------------ | -------- |
| 若宮町1丁目 | 全域       | 瀬戸市立幡山東小学校 | 瀬戸市立幡山中学校 | 尾張学区 |
| 若宮町2丁目 | 全域       | 瀬戸市立幡山東小学校 | 瀬戸市立幡山中学校 | 尾張学区 |
| 若宮町3丁目 | 全域       | 瀬戸市立幡山東小学校 | 瀬戸市立幡山中学校 | 尾張学区 |

## 歴史

### 町名の由来
昔、この地に山の神の森があり、この森の中に山の神や津島神社など多くの神が祀られ若宮と呼んでいた。旧山口村字若宮で、町名設定の際に小字名を町名にした。

### 沿革
- 1981年（昭和56年）3月31日 - 瀬戸市大字山口字若宮・田中・北山の各一部[注釈 3]により、同市若宮町として成立[2]。
- 1982年（昭和57年）3月1日 - 1丁目の一部を塩草町に編入[13]。

## 世帯数と人口
2024年（令和6年）2月1日現在の世帯数と人口は以下の通りである。
| 町丁・丁目  | 世帯数  | 人口  |
| ----------- | ------- | ----- |
| 若宮町1丁目 | 0世帯   | 0人   |
| 若宮町2丁目 | 67世帯  | 129人 |
| 若宮町3丁目 | 317世帯 | 664人 |
| 計          | 384世帯 | 793人 |

### 人口の変遷
国勢調査による人口の推移
| 1995年（平成7年）  | 519人 | [ 15 ] |  |
| 2000年（平成12年） | 661人 | [ 16 ] |  |
| 2005年（平成17年） | 721人 | [ 14 ] |  |
| 2010年（平成22年） | 721人 | [ 17 ] |  |
| 2015年（平成27年） | 729人 | [ 18 ] |  |
| 2020年（令和2年）  | 834人 | [ 19 ] |  |

### 世帯数の変遷
国勢調査による世帯数の推移。
| 1995年（平成7年）  | 185世帯 | [ 15 ] |  |
| 2000年（平成12年） | 273世帯 | [ 16 ] |  |
| 2005年（平成17年） | 327世帯 | [ 14 ] |  |
| 2010年（平成22年） | 336世帯 | [ 17 ] |  |
| 2015年（平成27年） | 356世帯 | [ 18 ] |  |
| 2020年（令和2年）  | 398世帯 | [ 19 ] |  |

## 交通

### 鉄道
愛知環状鉄道・愛知環状鉄道線 ： 3丁目の南端をかすめるように走っている。最寄り駅は山口駅。

### バス
町内にバスは走っていない。最寄りのバス停は、瀬戸市コミュニティバス「上之山線」の山口駅バス停になる。

### 道路
国道248号・愛知県道22号瀬戸環状線（重複区間・瀬戸東バイパス） ： 町の中央部を南北に通っている。
- 国道248号・県道22号標識（若宮町内）

## 施設

### 史跡
- 塚原第1号墳 ： 国道248号線バイパス造成のため、バイパス横に移築[20]。直径18m、高さ2.3mの円墳[20]。
- 山口堰堤第3号墳 ： 直径14〜15mの円墳[21]。南方向に開口する全長4.9mの擬似両袖型の横穴式石室で奥壁は残っていない[21]。
- 高塚山1号墳 ： 直径10mの円墳で擬似両袖式横穴式石室をもつ[22]。玄室部長さ3.5m、幅1.1m[22]。

- 塚原第１号墳
- 山口堰堤第3号墳
- 高塚山1号墳

## その他

### 日本郵便
- 郵便番号 : 489-0864[6]（集配局：瀬戸郵便局[23]）。